# Sascha Gehloff
Sascha Gehloff (* 3. März 1972) ist ein deutscher American-Football-Trainer und ehemaliger -Spieler.

## Laufbahn
Gehloff spielte von 1992 bis 1994 bei den Stormarn Vikings, anschließend ein Jahr bei den Hamburg Silver Eagles, ehe er sich den Hamburg Blue Devils anschloss. Mit den Teufeln gewann der 1,84 Meter große Passverteidiger, der an der Universität Hamburg Sport- und Medienwissenschaft studierte, 1996, 2001 und 2003 die deutsche Meisterschaft sowie 1996, 1997 und 1998 den Eurobowl. Zwischenzeitlich spielte Gehloff für Rhein Fire in der NFL Europe und errang mit den Düsseldorfern im Jahr 2000 den Sieg im World Bowl. Er war deutscher Nationalspieler, bei der Europameisterschaft 2000 wurde er mit Deutschland Zweiter und bei der Weltmeisterschaft 2003 Dritter.
Ab Januar 2004 gehörte er zum Trainerstab von Rhein Fire, er war zudem als Trainer beim Zweitligisten Hamburg Eagles tätig.
Ab August 2018 war er gemeinsam mit Maximilian von Garnier als Experte bei der von Tim Niemeyer geleiteten Fernsehsendung „Kickoff – Das GFL Football-Magazin“ auf Sport1 zu sehen.